# Segunda Crise do Estreito de Taiwan
A Segunda Crise do Estreito de Taiwan (também conhecida como Crise do Estreito de Taiwan de 1958) foi um conflito ocorrido entre os governos da República Popular da China (China comunista) e a República da China (Taiwan) em que a República Popular da China bombardeia as ilhas de Quemoy e Matsu no Estreito de Taiwan, na tentativa de tomá-las da República da China. Esta situação, continuou por 44 dias e custou cerca de 1 000 vidas. Foi uma continuação da Primeira Crise do Estreito de Taiwan, que teve início imediatamente após a Guerra da Coreia.

## História

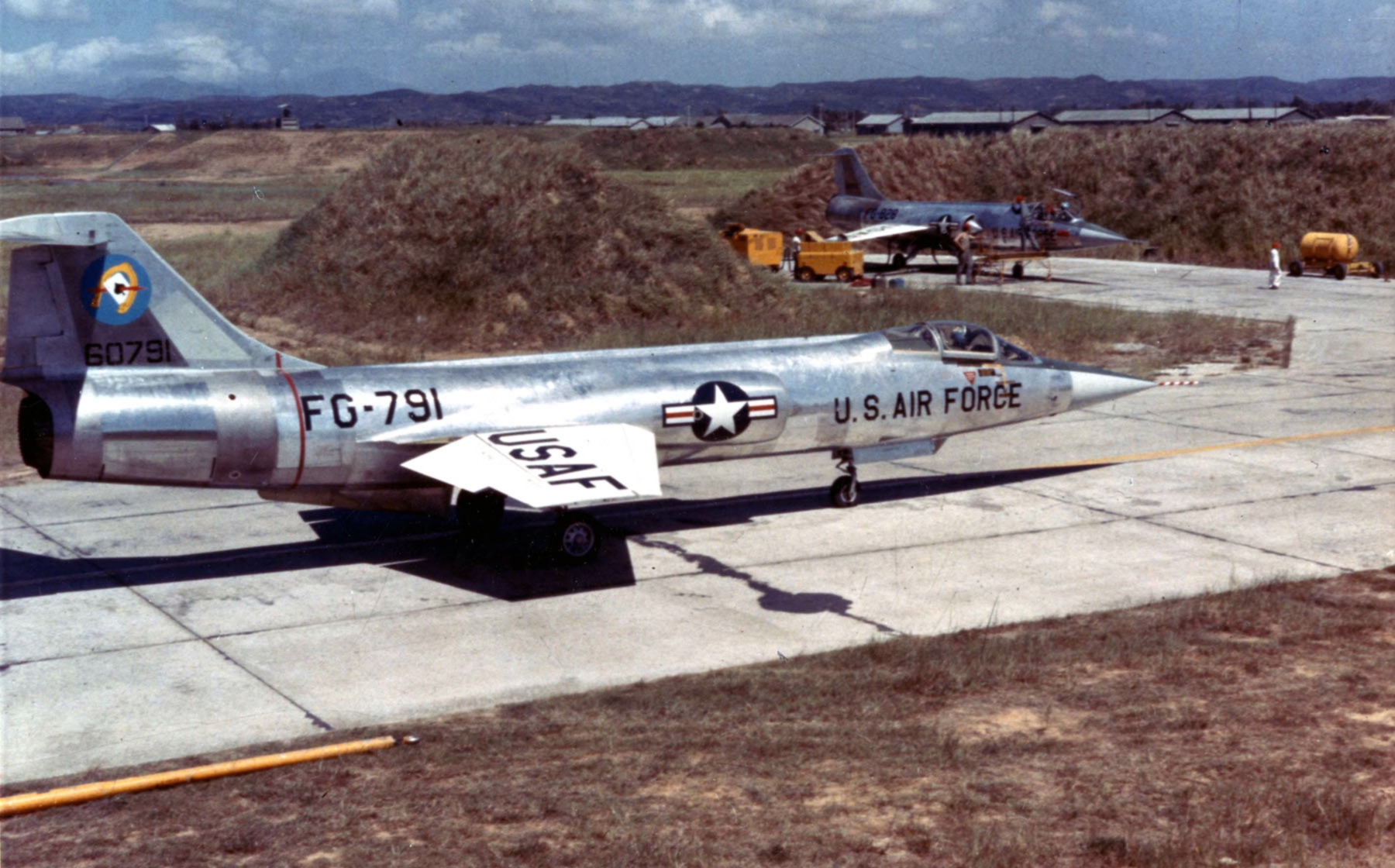
Lockheed F-104 of the 83rd Fighter Interceptor Squadron at Taoyuan Air Base in September 1958.

De novembro de 1954 a maio de 1955, a Primeira Crise do Estreito de Taiwan ocorre entre a China comunista e a República da China Nacionalista refugiada em Taiwan em decorrência da guerra civil chinesa. Pequim conseguiu capturar duas das ilhas próximas à costa que ainda estavam sob controle nacionalista, mas foi impedida pela ameaça de intervenção militar por parte dos Estados Unidos.
A segunda crise começou em 23 de agosto de 1958, quando a artilharia do Exército de Libertação Popular passou a bombardear as ilhas de Quemoy e Matsu no Estreito de Taiwan e ameaçar lançar uma invasão. Mao Tse Tung não queria que a questão de Taiwan permanecesse nas sombras, pretendendo protestar contra o contínuo apoio dos Estados Unidos à República da China (Taiwan) e mostrar a sua independência da União Soviética. Esses ataques causam a implantação da Sétima Frota dos Estados Unidos no Estreito. Depois de algumas semanas críticas, durante o qual as ilhas ficaram em sério risco, os estadunidenses conseguiram estabelecer uma linha de abastecimento em Quemoy, incluindo desembarque aberto, entre outros, de artilharia que poderia lançar ogivas nucleares táticas.
A primeira fase de bombardeios durou semanas, depois houve uma pausa e os bombardeios foram retomados por 29 dias, nos últimos dias adotou-se o padrão de efetuar bombardeios apenas nos dias ímpares, manobra que Mao descreveu como um ato de batalha política.
O conflito, que resultou em cerca de 1 000 mortos e feridos, terminou com um cessar-fogo entre as partes beligerantes, mas os bombardeios continuaram de forma intermitente por mais de uma década.
No início da crise, Mao Tsé-Tung afirmou que tais bombardeios seriam uma resposta chinesa à intervenção norte-americana no Líbano (Crise do Líbano de 1958), uma atitude que demonstraria sua oposição à política de coexistência pacífica sustentada pela União Soviética na época. Por outro lado, em 5 de setembro, Zhou Enlai afirmou que o objetivo de Pequim seria a retomada das conversações entre a China e os Estados Unidos ao nível de embaixadores, ou seja, seria uma resposta ao rebaixamento do caráter daquelas negociações, em 1957, que ocorriam em Genebra desde o final da Primeira Crise do Estreito de Taiwan, em 1954. No dia seguinte, o Embaixador dos EUA em Varsóvia foi indicado para representar os EUA na retomada do diálogo.

Ao final da crise, Mao Tsé-Tung declarou:
| “ | Lutamos nessa campanha, que tornou os Estados Unidos dispostos a conversar. Os Estados Unidos nos abriram as suas portas. A situação não parece ser nada boa para eles, e vão se sentir nervosos da sim dia não se não mantiverem um canal de diálogo conosco a partir de agora. Ok, então vamos conversar. Em relação à situação geral, é melhor resolver as disputas com os Estados Unidos por meio de conversa ou por meios pacíficos, porque somos um povo amante da paz. | ” |

Outra consequência da crise, foi o aprofundamento da ruptura sino-soviética, pois a União Soviética:
1. pouco depois da crise, suspendeu a cooperação nuclear com Pequim;
2. em junho de 1959, revogou a promessa de fornecer tecnologia necessária para a construção de uma bomba atômica pela China;
3. em 1960, ordenou a saída de todos os seus especialistas estabelecidos na China e cancelou os projetos de cooperação técnica.[8]